# EIGHTH
《EIGHTH》是由河内和泉创作的，于《月刊GANGAN JOKER》2009年8月刊上开始连载的日本漫画作品。

## 概要
这是河内和泉在Square Enix公司出版的漫画杂志上连载的第三作。连载第一话分量十足，算上卷头彩页后据称有104页。
该作品是将基因工程、生命科学和医学等领域作为舞台，以一个拥有特殊能力的少女和一个担任基因研究所警卫的少年为中心展开的故事，并带有科幻、打斗、奇幻和爱情喜剧等要素。在前作《机工魔术士》中常见的卖点，如擦边球戏码或科学技术在人性伦理方面的严肃讨论等等看点在本作品中也依然健在。
作中出现了许多大致上符合现实生活中的生物工程的知识，甚至出现了现实中存在的人物的事迹。除了主要角色赛西娅的特殊能力之外，其他描写都较贴近实际生活。
在推出单行本第二卷时曾借助手机问卷进行过角色人气投票。

## 故事简介
在美国设立总部的格拉菲科公司是生物产业这一行业中的翘楚，其旗下EIGHTH研究所中有一名警卫，名叫直矢・格拉菲科。某日，他的叔叔——同时也是EIGHTH的所长，要求他立即搭机前往罗马。而他得到的密令，是去搭救一名被软禁在利昂公司研究所的，被称为「能引发奇迹的少女」的塞西娅，并将这位少女安全送往她双亲所在的西西里岛。 
成功潜入研究所并救出塞西娅的直矢认为无论赛西娅怎么东躲西藏，迟早都会被追踪而来的追缉者发现，所以他带着塞西娅返回了他认为最安全的EIGHTH研究所。

## 登場人物

### 主要角色
直矢・格拉菲科
主人公。第八研究所（EIGHTH）的精英安保警卫。
所长真矢的侄子。他的工作能力受到所长和担任所长助理的真理小姐的肯定，但他对于色诱没有抵抗力，喜欢巨乳和美臀。虽然他总是拼命完成任务，但一直得不到相应的回报，是名副其实的「劳碌命」。
老好人，对于处于困境中的人无法置之不理。因小时候曾得到过EIGHTH的帮助，为了报恩而申请担任安保警卫以保护EIGHTH；据称其担任安保的理由是出于「想要保护大家」这一想法。
在人气投票中排名第5。
塞西娅
出生于意大利西西里岛的「（能引发）奇迹的少女」。年龄16岁，发型是长长的单马尾，性格老实听话，有些天然呆。胸前的那对雄伟双峰与真理小姐的那对不相上下。
天生就拥有能促进生物代谢的能力，可以使被施加能力的生物如同“快进”一般地加速其生命进程（如细胞的快速培养或使生物快速发育、成长），因而基因产业中的各个势力都对这一能力虎视眈眈。她虽拥有对于基因科学而言极其重要的特殊能力，但对于与基因科学有关的技术和知识的了解程度与外行人相当。
被直矢带回EIGHTH后，因某些不便公开的理由，只能对EIGHTH内部宣称塞西娅是「直矢擅自带回研究所的女孩子（女友）」，被安排到直矢的房间内居住（因此直矢只能去睡走廊）。塞西娅本人似乎是个基督徒，对EIGHTH的礼拜堂颇有兴趣，她不仅在此祈祷，还常常穿着修女服在礼拜堂帮忙。
在人气投票中排名第3。
新庄光
新庄的女儿。与塞西娅年龄相仿，发型是长发加在耳朵上方的双马尾。性格和塞西娅恰巧相反，活泼开朗且相当要强。
虽然作中光（ヒカル）自称是普通的女高中生，但她的运动能力非常优秀，这能从她和直矢的交锋，以及同为了搜寻赛西亚而潜入EIGHTH的入侵者的战斗情况中看出。常用武器是短刀。
直矢身边少有的贫乳角色之一，她本人也十分在意此事，非常忌妒直矢身边的那些巨乳女性（如塞西娅和真理等等）。也许是源于忌妒的冲动，为了保持精神安定而从最近开始向真理寻求「真理的巨乳能量」这种不知所云的东西。
虽然表现得挺要强，但心里还是很在乎直矢。和塞西娅一样，住在直矢房内。之后成为了得知了塞西娅能力的人中的一份子，开始与直矢一起分担护卫及照顾塞西娅的任务。
在人气投票中排名第1。

### EIGHTH 研究所
真矢
直矢的叔叔，外貌特征是金发配墨镜。将基因科学作为专攻的EIGHTH的所长，并兼任所内第4实验楼的责任人。
是个让人摸不着头脑的人，分派给直矢任务时从来不讲明分派任务的本意。喜欢巨乳，常发表性骚扰言论，是所内公认的「EIGHTH里最好色的人」。
虽然本人平时吊儿郎当，但关系到保护赛西娅或EIGHTH的话就会立即变得十分认真，为了达成目的甚至会强行要求直矢去完成危险的任务。
因平时戴着墨镜，所以不知其样貌如何。本人解释说是因自己的表情过于凶神恶煞，曾吓哭过直矢，所以自那以后就开始戴墨镜了。作中其曾摘下过一次墨镜，不过却被他用派对变装玩具蒙混过关。
在人气投票中排名第4。
真理
身材凹凸有致的长发美人，有呆毛（日语：／ ahoge *）。担任所长助理，同时也会担任直矢执行任务时的帮手。常被让人摸不着头脑的所长耍得团团转，但却能利用直矢好色的特点，用色诱法轻松掌控直矢的行动。
爱好恶作剧，性格飘逸潇洒；极其重视工作，但有时不知自省。
在人气投票中排名第2（与第1名的光仅差数票）。
米拉
干练、成熟的女性，短发。EIGHTH研究所安保的负责人，直矢的直属上司。
新庄博士
光的父亲，日本人。拥有皮肤移植的专利技术。在大学时和真矢所长是学长与学弟的关系（当时是客座身份）。
曾经专注于研究皮肤移植技术，因公司倒闭而带着光深入亚马孙腹地（即便光反对如此），在那继续进行着研究工作。
在直矢和光的劝说下离开了丛林，进入EIGHTH研究所并继续进行研究工作。
似乎有一个出走了的妻子。
安杰拉
眼镜娘，发型是绑有蝴蝶结的单马尾。
植物基因研究部门的负责人，极其喜爱植物，把植物称作「她们」，为了能听到植物的声音（心声？）而拼尽全力。
一旦开始研究工作，就会变得有些不受控制。对于因关于植物的研究与救治人命没有太大关系而遭受轻视一事感到不满，如果无法继续自己的研究则会像小孩子一样哭闹耍赖。
把直矢叫做「少年」，在经历了「玉米遗传因子污染事件」之后似乎对直矢产生了信赖，开始「使唤」起直矢来。
被她称作“老师”的女性，是一位在人类尚未了解“何为DNA”的时代就已经发现了转座子的人。
艾萨克
隶属疫苗开发部门，男性。冷静沉着的扑克脸，但画出的画意外得可爱。曾讲过“能用眼睛直接看到病毒”这种笑话。
天王寺莉央
专精分子生物学的8岁天才少女。似乎与新庄博士相识。
非常热爱自己的研究项目，在和别人聊天时常会提及研究内容，因此被同龄人及普通人疏远，所以她不擅于应对研究人员以外的人。在某次研究工作中因身体不适昏倒后送医，经过血液检查及骨髓穿刺后确认她患有急性淋巴性白血病。
平时随身携带的爱用布偶外形和《机工魔术士》中尤佳娜莉亚喜欢的那款相同。

### 格拉菲科公司
龙一
隶属经营部。真矢的弟弟，但是在外貌和性格等方面与哥哥完全不同。行事彬彬有礼，看起来很可靠。
奈緒美・赛加尔
隶属专利管理部。负责与外人交涉与许可或执照有关的事项。与工作有关的事情一律严格地以自己的做法来完成。旁人难以理解她开的玩笑。
曾与直矢一起去说服新庄博士，原本是希望博士能提供皮肤移植的专利技术，最后却将博士和光一同带回了EIGHTH。
起初把直矢当作乳臭未干的毛头小伙对待，不过完成这次任务后的离别时对直矢说了「若还有（执行任务的）机会的话再与我共事吧」，似乎已对直矢有所改观。

### 其他
托里尼迪
CDC（美国疾病控制与预防中心）的女性工作人员。非常聪明，做事总是拼尽全力，但在工作时总是犯迷糊（即所谓的冒失娘），常把事情搞砸而哭鼻子。直矢对此拿她很是没辙，说她是「大霉神」。但是其本人在不经意间有时会引发就结果而言好于普通人的行动，直矢曾评价说“这不就是迷迷糊糊撞大运么”。
为了能尽早制作出禽流感 的疫苗而拼命工作，但是在这一过程中丢失了有可能会感染人类的病毒变异品种，于是来向EIGHTH求援。
卢卡・布鲁克哈鲁德
梵蒂冈所属，罗马教皇的近卫兵，男性。
奉教廷的命令秘密潜入利昂公司的研究所调查及保护塞西娅，在等待教廷下令保护塞西娅的期间内，被前来带走塞西娅的直矢打伤。之后他到处寻找塞西娅的去向，并在「禽流感变异病毒遗失事件」中发现了被藏匿于EIGHTH的塞西娅。在EIGHTH与塞西娅经过一段时间的共同生活后，在自愿的前提下将她带回了梵帝冈。
原为瑞士军队所属，后加入梵帝冈的瑞士卫兵队。其人表情凶恶、行事果断且沉默寡言，但不论何时都会把塞西娅放在首要位置，似乎对她抱有好感。被直矢和光戏称为「闷骚」。

## 书籍出版资料
- 日文版（截止至2011年9月）

1. 2010年1月22日、ISBN 978-4-7575-2780-5
2. 2010年5月22日、ISBN 978-4-7575-2885-7
3. 2010年9月22日、ISBN 978-4-7575-3001-0
4. 2011年1月22日、ISBN 978-4-7575-3127-7
5. 2011年5月21日、ISBN 978-4-7575-3237-3
6. 2011年9月22日、ISBN 978-4-7575-3370-7

## 外部連結
- EIGHTH - 連載作品 - ガンガンJOKER -SQUARE ENIX-（页面存档备份，存于）（日語）